# Médio Atlas

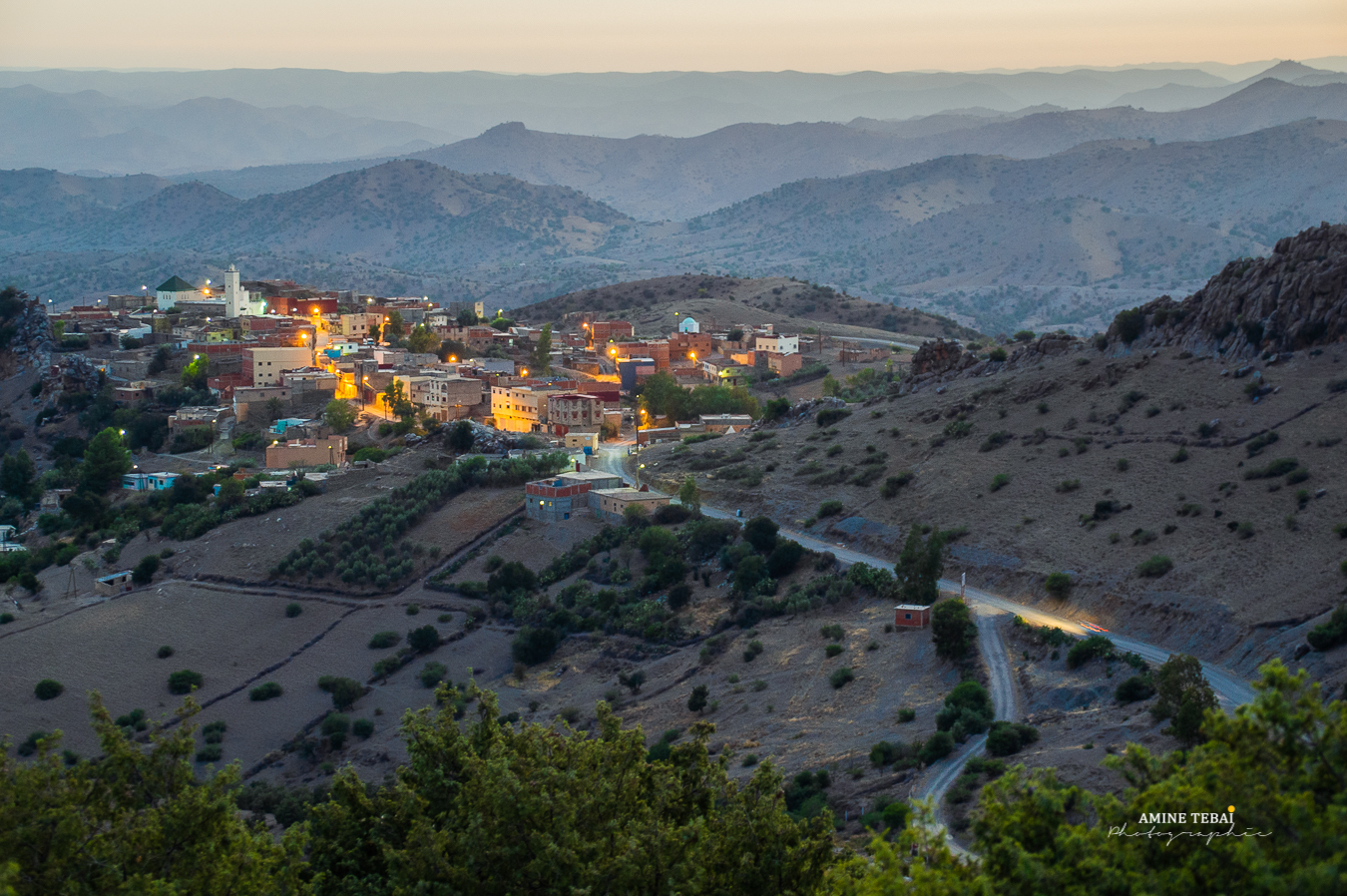
Sidi Mhamed Ben Embarka

O Médio Atlas (em árabe: الأطلس المتوسط) é uma cadeia montanhosa que se estende ao largo de 350 km, do sudoeste ao nordeste do Marrocos, situada entre o Rife e o Alto Atlas, e ocupando superfície total de 23 000 km², ou seja, 18% da área montanhosa do país. Ocupa principalmente as províncias de Quenitra, Ifrane, Bulmane, Sefru, el-Hajeb, assim como uma parte das províncias de Taza e de Beni Mellal — que se conhece com o nome de «porta do Médio Atlas».
O Médio Atlas é uma das três cadeias montanhosas marroquinas da grande cordilheira do Atlas; as outras, situadas amais a sul, são o Alto Atlas e o Antiatlas. O Médio Atlas é um território com um insólito encanto e sua riqueza em biodiversidade faunística e florística o convertem em una zona com vocação turística. O pastoreio é o primeiro recurso econômico.